# دیگ سیاه
دیگ سیاه (به انگلیسی: The Black Cauldron) یک پویانمایی فانتزی تاریک ماجراجویی آمریکایی به کارگردانی تد برمن و ریچارد ریچ است، که در سال ۱۹۸۵ به تهیه‌کنندگی شرکت والت دیزنی تولید شد.